# Neobisium vladimirpantici
Espèce
Neobisium vladimirpantici est une espèce de pseudoscorpions de la famille des Neobisiidae.

## Distribution
Cette espèce est endémique de Macédoine du Nord. Elle se rencontre à Zrze dans la grotte Manastirska Propast.

## Publication originale
- Ćurčić, Stanković, Dimitrijević & Stojkovska, 2004 : Neobisium vladimirpantici, a new cave pseudoscorpion (Neobisiidae: Pseudoscorpiones) from Macedonia (FYROM). Zbornik radova Odbora za kras i speleologiju, vol. 8, p. 95-103.